# 華隆自救會抗爭歷史

華隆自救會抗爭事件，起因為華隆紡織自2001年起積欠退休、離職員工之退休、退職金未支付，其中336人於2012年10月9日成立華隆自救會，追討退休、退職金。

## 事件經過
- 受華隆案等弊案影響，華隆紡織自1997年起經營陸續出現困難，開始關廠、積欠勞工薪資。
- 約自2001年起，華隆公司陸續與退休、退職員工簽下退休金及退職金延遲給付契約，明訂於二年或三年後分期給付，而後卻未依照契約支付。

### 2012年
- 2012年6月起爆發華隆罷工案，華隆紡織工會抗爭約3個月後，勞資雙方達成協議，結束罷工。
- 2012年10月9日，之前簽訂延遲給付契約的退休、退職員工336人，共同成立「華隆退休及退職員工自救會」（以下簡稱自救會），追討未支付的退職、退休金約3億元。
- 12月5日上午，自救會會員約200餘人至苗栗縣府陳情，由勞動及社會資源處長陳錦俊接見，提出六項訴求方案。1.望劉縣長聯繫華隆總經理梁清雄、總廠長陳文生，幫忙爭取退休金、退職金請於一個月內一次付清。2.華隆廠房租給紡安公司，租金多少應透明公開交代用途。3.越南廠資本額是否全額由華隆投資。4.元華隆公司負責人梁清雄、梁沐春、姚嘉芝、黃明秀建議有關單位予以限制出境。5.望能見縣長一面。6.查78~84年董事會逐年提列退休準備金五億六千五百萬元，老闆是否挪用造成員工領不到退休金退職金，請主管機關、勞委會、縣政府、頭份鎮公所與各大媒體協助詳查事證。苗栗縣政府陳錦俊認為，因退休員工與資方簽訂協議，屬於債權問題，已不屬勞資爭議範圍，難以用行政裁罰方式促使資方還錢，縣府能介入的很有限[1]。
- 12月11日下午4時，苗栗縣長劉政鴻接見自救會代表，自救會提出退休〈職〉金約2.8億元，縣長請其研商並提出協商底限。
- 12月19日，自救會前往勞委會陳情，勞委會勞資關係處副處長王厚偉出面開協調會。[2]。

### 2013年
- 2013年3月18日至19日，立委徐耀昌陪同，前往勞委會及行政院陳情，並夜宿勞委會。
- 5月8日，自救會前往勞委會、總統府陳情。
- 9月16日，自救會前往立法院，參與全國關廠工人連線「擴大勞基法第28條薪資墊償範圍」陳情。
- 9月27日，自救會於頭份鎮公所中山堂舉辦會員座談會。
- 10月28日，自救會前往苗栗縣政府第二大樓，要求縣府勞資處長陳錦俊出面提供勞退基金專戶稽查資料遭拒絕，將工作時數與欠款張貼於大樓梁柱，揚言週三再返縣府抗爭。
- 10月30日，自救會前往苗栗縣政府，要求勞資處長陳錦俊立即提出退休金稽查紀錄，並希望縣長劉政鴻出面協調問題，兩訴求均遭拒絕，現場爆發激烈推擠，後縣府代表劉政鴻願意召見自救會代表，然實際與會僅陳錦俊一人，且未承諾何時提供紀錄，談判破局，自救會成員離席抗議。
- 11月13日至14日，自救會百餘人前往監察院、特偵組要求查辦苗栗縣長劉政鴻、勞資處長陳錦俊，下午前往行政院陳情遭拒，晚間自救會移往台北車站舉辦工人團結音樂晚會，聲援學生孫致宇向行政院長江宜樺丟鞋抗議，隔日一早突襲華隆(紡安)於新北市辦公室，遭優勢警方與霹靂小組人牆阻擋，在辦公大樓大廳撕毀退休金延遲給付協議書。
- 12月18日，自救會與辯護律師曾威凱至召開抗告記者會，自救會要求江宜樺簽下「5000元罰鍰延遲給付協議書」。

### 2014年
- 2014年1月13日，華隆自救會丟鞋案抗告開庭，劉繼蔚律師對於社會秩序維護法第85條第1款提出釋憲質疑，邱顯智、曾威凱律師則質疑江揆當時是否正在執行公務，將聲請江揆出庭。
- 1月27日，自救會於總統府前集結抗爭「送灶神」，遭警方強制驅離。
- 8月7日，自救會夜宿勞動部，要求介入華隆大園廠土地拍賣後的清償，使勞工可以獲得退休金，同時修改《勞基法》第28條，使薪資墊償包含資遣費及退休金[3]。
- 8月21日，自救會赴勞動部抗議，要求即將上任的勞動部部長陳雄文將處理華隆案當成就任後第一要務[4]。
- 9月2日，華隆自救會到勞動部前抗議，揚言若勞動部不召開第3次專案會議，下次將臥軌抗爭[5]。
- 10月9日，國慶前夕華隆自救會傍晚到總統府前集結抗議，抨擊國家有錢辦煙火秀，卻無能保障勞工權益。150位勞工於重慶南路、寶慶路口，手拉手躺地上形成人牆。警方出動500警力強勢驅離，以2到3名員警一組，將抗議民眾抬上警備車載離現場，所幸未發生流血衝突。[6]。
- 10月15日，勞動部長陳雄文召開記者會，宣布經與財政部、金管會協調兆豐銀行、全球人壽等18家華隆大園廠債權機構協商，由每家債權單位捐贈約20%給所有華隆積欠退休金、資遣費的勞工約1058人，總額約4億元，平均每人可分配到40萬元左右，但自救會須先撤回對於法院分配異議之訴，銀行取得錢後才會捐贈[7]。媒體並報導自救會認為應優先償還自救會300多人，但隨後自救會發表聲明否決此項協商，並重申訴求為二，1.立即針對華隆自救會代位求償，將「全額」的退休金、資遣費還於工人。2.修改勞基法28條，擴大政府墊償範圍至「全額」退休金、資遣費；提高勞工債權序位至優於抵押權[8]。
- 10月20日，華隆自救會佔領勞動部1樓大廳，要求政府先墊償勞工遭欠債權[9]，並要求部長陳雄文下午五點前出面協商。約下午5時20分被警方強制驅離[10]。
- 10月21日，台北地檢署開庭審理自救會會長李翠明1月27日赴總統府抗議違反集會遊行法一案，數十名自救會成員到場聲援[11]。
- 11月3日，自救會成員清晨前往行政院長江宜樺官邸抗議等待院長起床，不久就遭優勢警力抬離官邸[12]。
- 11月26日，勞動部與自救會進行協商，會後雙方獲得共識，同意分兩階段清償。債權銀行捐贈的4.2億元優先償還資遣費與退休金，並排除已清償超過300萬之高階主管，而明年華隆頭份二廠拍賣後也將比照辦理，以達成100%清償[13]。

## 外部連結
- 華隆自救會！的Facebook專頁
- 華隆工會在罷工！的Facebook專頁